# Tratamiento coadyuvante
En medicina, se denomina tratamiento coadyuvante a aquel que contribuye o ayuda a la solución del problema o enfermedad, de manera suplementaria. Su administración potencia el efecto del tratamiento principal, permitiendo reducir las dosis del mismo, disminuyendo la tolerancia, la toxicidad y los efectos colaterales.